# توقتمش

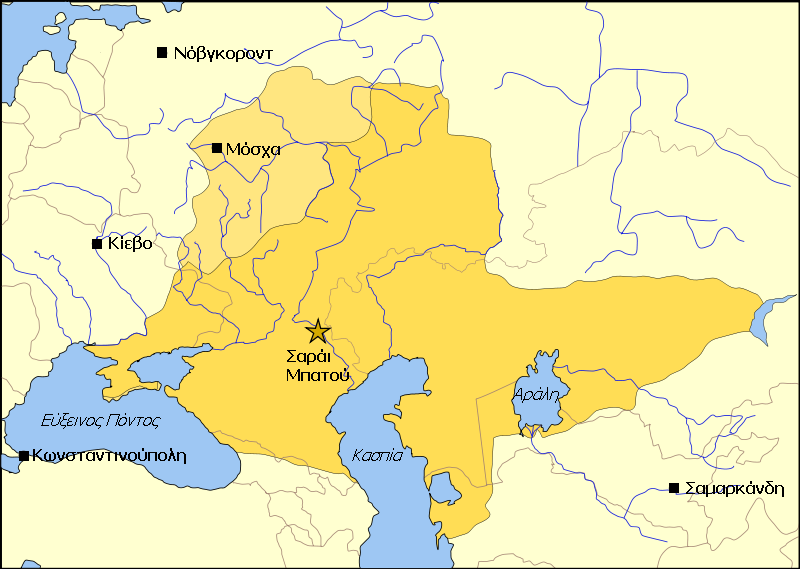
نقشه اردوی زرین در سال ۱۳۸۰ میلادی

تختامش خان پسر تولی‌خواجه (درگذشته ۱۴۰۶ میلادی)، خان اردوی سفید ۱۳۷۷–۱۳۹۵ میلادی، خان اردوی زرین ۱۳۸۰–۱۳۹۵ میلادی و خان خانات سیبری ۱۳۹۷–۱۴۰۶ میلادی بود. او از تبار اوردا خان پسر جوچی خان و نوه چنگیز خان بود. وی نخستین خان تمام اردوی زرین یعنی همزمان خان اردوی سفید (نیمه شرقی) و خان اردوی آبی (نیمه غربی) بود. شهرتش در تاریخ روسیه به خاطر اشغال و غارت مسکو در سال ۱۳۸۰ میلادی و در تاریخ ایران به خاطر جنگ با امیر تیمور گورکانی در سال ۱۳۹۵ میلادی است.

## به قدرت رسیدن
وی در سال ۱۳۷۶ میلادی علیه حکومت عمویش اوروس خان بر اردوی سفید (نیمه شرقی اردوی زرین) دست به شورش زد که ناکام ماند و تختامش به نزد تیمور لنگ شاه ماوراءالنهر گریخت. تیمور به وی امان داد و لشکری در اختیارش گذاشت که وی با آن توانست بر عمویش در سال ۱۳۷۷م پیروز شود و پسران اوروس خان، توقتاقیا خان و تیمورملک خان را نیز نهایتاً تا سال ۱۳۷۸م شکست داد و خان اردوی سفید شد. روابط خوب وی با تیمور لنگ از این زمان آغاز شد.

## اتحاد اردوی زرین
در سال ۱۳۸۰ میلادی وی ادعای حکومت بر اردوی آبی (نیمه غربی اردوی زرین) که به برای بیش از بیست سال به چنگ مامای، یکی از بزرگان مغول درآمده بود کرد و در نبرد دوم رود کالکا ۱۳۸۰م وی را شکست داد. کمی بعد مامای در نبرد کولیکوو در همان سال به دست دیمیتری دونسکی مسکو شکست خورد و کشته شد و بدین ترتیب تختامش خان، حاکم تمام اردوی زرین گشت.

## جنگ با شاهزادگان روس
در سال ۱۳۸۰ میلادی شاهزادگان کشورهای روسی زیر فرمان دیمیتری دونسکی شاهزاده مسکو، مامای حاکم اردوی آبی را شکست دادند و وی در نبرد کشته شد. دو سال بعد تختامش خان به مسکو حمله کرد و پس شکست و غارت این شهر، روسیه را دوباره زیر فرمان مغولان درآورد و شاهزاده‌نشین مسکو دوباره مسئول جمع‌آوری خراج روسیه به مغولان شد.

## جنگ با تیمور گورکانی
در سال ۱۳۹۴ میلادی، به دنبال اختلافاتی که میان امیر تیمور شاه ایران و تختامش خان، خان اردوی زرین ایجاد شد دو طرف به لشکرکشی به یکدیگر برخاستند و در سال ۱۳۹۵ در کنار رود تِرِک میان دو لشکر جنگ آغاز شد. در آغاز لشکریان قبچاقی پیروز می‌شدند به طوری که نزدیک بود تیمور کشته شود اما وی سپاهش را منظم کرد و با حمله به محافظان تختامش، موجب فرار وی و شکست سپاهیان اردوی زرین شد. با پیروزی تیمور بر تختامش خان در نبرد رود تِرِک ۱۳۹۵م، سپاهیانش شهرهای اصلی دشت قبچاق از جمله آستراخان، سرای برکه، اوکک، قازان، شهر قاسم و شهرهای شبه جزیره کریمه را غارت کردند و چندپارگی و زوال اردوی زرین از این زمان آغاز شد. تختامش به شهر تیومن در سیبری گریخت و در آنجا تا زمان مرگش در سال ۱۴۰۶ میلادی خان خانات سیبری بود. 

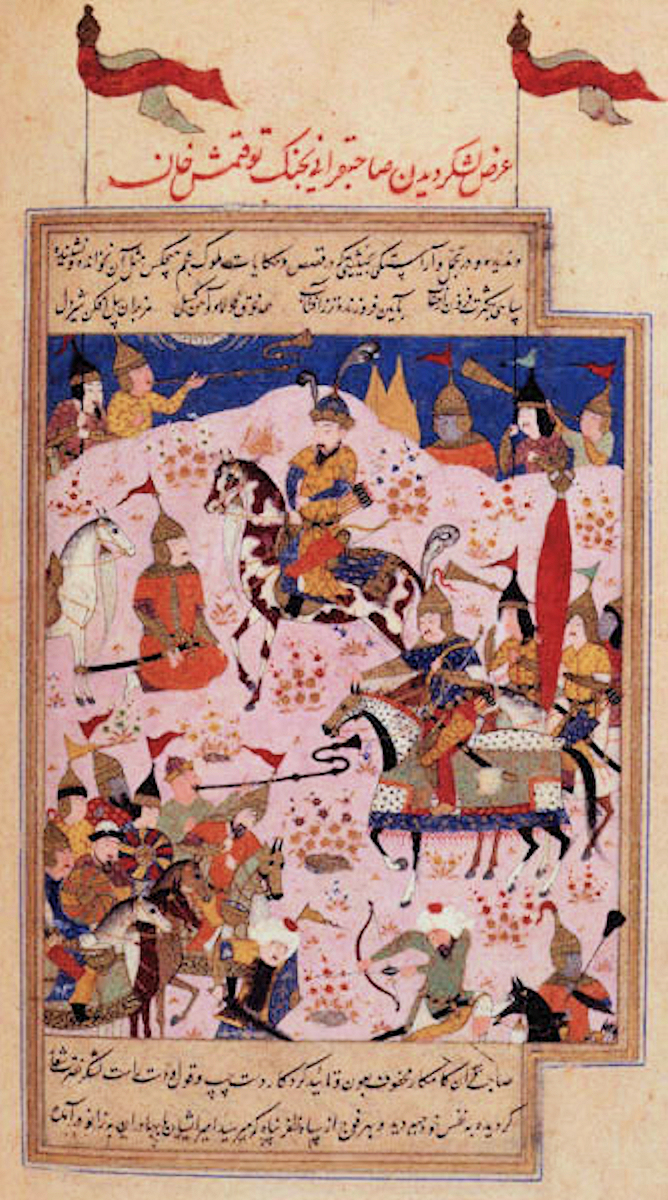
برگی از ظفرنامه تیموری: لشکریان تیمور برای جنگ با سپاهیان توقتمش‌خان آماده می‌شوند. نگاره: عرض لشکر دیدن صاحبقرانی بجنگ توقتمش خان.
متن: «و ندیده و در تجمّل و آراستگی به حیثیتی که در قصص و حکایات ملوک عجم هیچ‌کس مثل آن نخوانده و نشنیده
سپاهی به کثرت فزون از حساب به آیین فروزنده‌تر ز آفتاب
همه غرق فولاد و آهن گسل هزبران پیل افکن شیردل
صاحب قران کامگار محفوف بعون و تأیید کردگار دست چپ و قول و دست راست لشکر نصرت شعار
گردیده، به نفس خود جبهه دید، و به هر فوج از سپاه ظفرپناه که می‌رسید، امیر ایشان با بهادران به زانو درآمده»